# Белла Свон
Белла Свон (англ. Bella Swan), полное имя Изабелла Мари Свон (англ. Isabella Marie Swan) — главная героиня серии романов Стефани Майер «Сумерки». Она появляется во всех книгах серии, и большая часть событий подаётся от её лица. Родилась 13 сентября 1987 года. В фильмах по мотивам серии её роль исполняет Кристен Стюарт.

## Внешность и характер
В книгах Белла описана как бледнокожая девушка с карими глазами и тёмными волосами. Детализированного описания внешности автор никогда не даёт. Как объясняла Стефани Майер, это сделано намеренно, чтобы читатели могли легче идентифицировать себя с героиней. Тем не менее, позже на своем веб-сайте Стефани Майер дала более детализированное описание внешности Беллы. Её рост составляет 163 см, а вес — 55 кг. У неё лицо в форме сердца с узкой челюстью, острым подбородком, тонким носом и большими глазами. У Беллы полные губы, при этом верхняя губа немного пухлее нижней. Её волосы темно-каштановые длиной чуть ниже лопаток, в «Рассвете» их длина достигает талии. Белла никогда не пользуется косметикой. У неё короткие ногти, так как она имеет привычку покусывать их. Отличительной чертой Беллы является её неуклюжесть: она часто падает, ударяется о разные предметы и совершенно не умеет танцевать. Имеет привычку прикусывать нижнюю губу.
Родители разошлись, когда она была совсем маленькой, ей приходилось метаться между двух огней: матерью и отцом. В какой-то степени Белла закомплексована: не считает себя красивой, умной. Поэтому при встрече с Эдвардом Белла Свон часто смущается, ей не верится, что такой красивый молодой человек может обратить на неё внимание.

## История

### «Сумерки»
По сюжету Белла переезжает к отцу в небольшой городок Форкс и встречается с загадочной семьей Калленов. В одного из них, молодого Эдварда Каллена, Белла влюбляется. Позднее она узнает, что он и все члены его семьи являются вампирами, однако, девушку это не пугает. Эдвард Каллен умеет читать мысли всех вампиров и людей, кроме Беллы. Они начинают встречаться. Во время игры с Калленами в бейсбол Белла встречается с другими вампирами — Лораном, Викторией и Джеймсом, которые пьют кровь людей, а не животных, как семья Калленов. Джеймс оказался ищейкой (ищейка умеет по запаху находить жертву на больших расстояниях), которого раззадорило желание Эдварда защитить Беллу. Джеймс начинает на неё охоту. Эдвард с помощью близких спасает Беллу и убивает Джеймса.

### «Новолуние»
Вторая книга начинается с того, что Белла празднует свой день рождения, случайно режет палец о фольгу и подвергается атаке со стороны Джаспера. Джасперу, позже остальных Калленов ставшему «анималистом», сдерживаться трудно, поэтому Белла не держит на него зла, но Эдвард после этого инцидента решает, что Белле слишком опасно быть с ним, и разрывает отношения, уезжая странствовать. Белла сильно переживает разрыв и в итоге находит утешение в дружеских отношениях с Джейкобом Блэком. Позже она узнает, что он тоже обладает сверхъестественными способностями — он волк-оборотень. Это не мешает дружбе Беллы и Джейка, который спасает её от вампира Лорана, друга убитого в «Сумерках» Джеймса.
Белла все ещё любит Эдварда и «слышит» его, когда у неё происходит выброс адреналина. В поисках последнего она ныряет в воду с очень высокой скалы, попадает в подводное течение и чуть не погибает, но Джейк её спасает. Элис, сестра Эдварда, умеющая видеть будущее, застает прыжок в своем видении, но при появлении Джейка оно обрывается. Элис думает, что Белла мертва, и едет в Форкс, чтобы поддержать отца Беллы. От другой своей сестры, Розали Хейл, с самого начала не жаловавшей Беллу, Эдвард узнает о смерти любимой и, не в силах жить без неё, решает покончить с собой, обратившись с просьбой об убийстве к древнему итальянскому клану Вольтури. Белла и Элис, которая увидела, что собирается сделать её брат, едут в Италию. Белла успевает вовремя: Эдвард видит, что она жива, и отказывается от самоубийства. Дав Вольтури обещание, что Белла в скором времени будет обращена в вампира, все трое возвращаются в Форкс, где Каллены большинством голосов поддерживают решение Беллы стать вампиром.

### «Затмение»
В третьей книге Белле приходится выбирать между Эдвардом и Джейкобом. Выбор не был бы настолько сложным, если бы не готовое рухнуть в любой момент перемирие в войне оборотней и вампиров. Эдвард не разрешает Белле и Джейкобу видеться, так как считает это очень опасным. Но после того, как Белла сбегает от него к Джейкобу, Эдвард смиряется с необратимыми последствиями своего ухода в «Новолунии» и понимает, что Джейкоб нужен Белле. Белла признаётся, что любит Джейка, но только как друга. Они с Эдвардом противостоят подруге Джеймса, Виктории, желающей отомстить за него. Для того, чтобы убить Беллу, она создаёт отряд новообращенных вампиров. В конечном счете Виктория повержена объединёнными силами оборотней и Калленов, а Белла соглашается выйти за Эдварда замуж, с условием, что после настоящего медового месяца она тоже станет вампиром.

### «Рассвет»
В заключительной, четвёртой книге Белла и Эдвард женятся. Во время медового месяца Белла беременеет. Этот ребёнок — наполовину человек, наполовину вампир, который растет исключительно быстро, поэтому роды могут стоить Белле жизни. Однако она всё равно хочет родить несмотря на отговоры Джейкоба. Чтобы защитить ребёнка, она обращается за помощью к Розали, отношения с которой никогда не были дружескими. Во время родов Эдвард делает её вампиром, вкалывая свой яд ей прямо в сердце. Белла чуть не умерла, но все же она удачно переносит превращение. После превращения она приобретает новую внешность, способность защищать семью (при опасности создавать щит), в противовес своей прежней неуклюжести, становится очень грациозной. Белла отправляется на свою первую охоту вместе с Эдвардом. Там она проявляет необычную для новообращённого вампира способность к самоконтролю. Свою дочь она называет Ренесми (в честь своей матери Рене и в честь матери Эдварда Эсми Каллен).

## Способности
Белла была единственной, чьи мысли не мог читать Эдвард. И, когда она становится вампиром, этому находится объяснение. Дело в том, что Белле было предназначено стать вампиром, и поэтому, так же, как и Эдвард, она имела паранормальную способность. Её сознание создает своеобразный «щит» – очень сильный, которым, будучи вампиром, Белла учится управлять — растягивать его на определённое расстояние, защищая при этом других, находящихся рядом с ней, и отпускать его на некоторое время от своего сознания, позволяя Эдварду наконец прочитать её мысли.
Помимо этого, Белла имеет дар самоконтроля, который не позволяет ей напасть на людей. Она способна держать себя в руках, когда учует человеческий запах или увидит кровь человека, что со временем позволяет ей общаться и находиться рядом с людьми и дочкой Ренесми.

## Популярность персонажа
Переиздание романа Эмили Бронте «Грозовой перевал», оформленное в стиле книг из серии «Сумерки», вывело роман классика XIX века на вершину списка самых покупаемых книг в 2009 году. Издательство HarperCollins и книготорговая сеть Waterstones сделали ставку на популярность романов Стефани Майер и их главной героини Беллы Свон среди юношеской аудитории, проведя параллель между Беллой и героиней «Грозового перевала» Кэтрин, которую Белла даже цитирует в «Затмении». В синопсисе переизданного романа Бронте прямо говорится: «Любите „Сумерки“? Тогда вы восхититесь „Грозовым перевалом“, одной из величайших историй любви». Этот маркетинговый ход оправдался настолько, что продажи нового издания «Грозового перевала» в Великобритании, благодаря юным поклонникам Беллы Свон и Эдварда Каллена, уже за три месяца составили 10 000 экземпляров, вдвое превысив продажи традиционного издания этой книги в серии Penguin Classics.

### Восприятие
Персонаж Беллы получил отрицательные отзывы от критиков. Редакция Publishers Weekly заметила, что после обращение Беллы в вампира, её персонажу стало просто невозможно сопереживать . Созданная автором для того, чтобы изобразить опасную любовь с вампиром, сама Белла, как личность совершенно пустая и скучная. При этом Лаура Миллер заметила, что ни Белла, ни Эдвард не интересны как личности. Джиннифер Риз заметила, что Белла поступает постоянно опрометчиво, а её решение не поддаются логике, словно она чувствует себя принцессой из сказки. Некоторые сцены, такие, как употребление крови ради вынашивания плода и вовсе могут вызвать отвращение. Элизабет Хэнд заметила явную инфантильность в поведении героини, с одной стороны эти качества привлекают подростков и детей и позволяют сопереживать Белле, но одновременно отталкивает взрослых читателей. По мнению Гины Дальфонзо из National Review, Белла — это непримечательная и скучная девушка с чувством заниженной самооценки, но при этом, вопреки логике, она становится буквально центром вселенной и всегда получает то, что хочет, и в этом ей потакают остальные персонажи из романа, даже если это может им стоить времени, ресурсов и даже жизни.
Заняла 2 место в рейтинге героев зарубежной литературы, которые больше всего раздражают россиян, составленном сервисом «ЛитРес» на основе результатов опроса аудитории.